# نهر لوبوايا
نهر لوبوايا هو رافد لنهر موترو في رومانيا. يصب في نهر موترو بالقرب من قرية لوبويا. يبلغ طوله 10 كم (6.2 ميل) وحجم حوضه 16 كم2 (6.2 ميل مربع).